# Тут, Лиана
Лиана Марианна Тут (англ. Liane Marianne Tooth; род. 13 марта 1962, Сидней) — австралийская хоккеистка на траве, защитник. Двукратная олимпийская чемпионка 1988 и 1996 годов, участница летних Олимпийских игр 1984 и 1992 годов, серебряный призёр чемпионата мира 1990 года.

## Биография
Лиана Тут родилась 13 марта 1962 года в австралийском городе Сидней.
Начала заниматься хоккеем во время учёбы в школе в Сиднее.
В 1984 году вошла в состав женской сборной Австралии по хоккею на траве на летних Олимпийских играх в Лос-Анджелесе, занявшей 4-е место. Играла на позиции защитника, провела 1 матч, мячей не забивала.
В 1986 году участвовала в чемпионате мира в Амстелвене, где австралийки заняли 6-е место. Мячей не забивала.
В 1988 году вошла в состав женской сборной Австралии по хоккею на траве на летних Олимпийских играх в Сеуле и завоевала золотую медаль. Играла на позиции защитника, провела 5 матчей, забила 1 мяч в ворота сборной Нидерландов.
12 июня 1989 года была награждена медалью ордена Австралии.
В 1990 году завоевала серебряную медаль чемпионата мира в Сиднее. 
В 1992 году вошла в состав женской сборной Австралии по хоккею на траве на летних Олимпийских играх в Барселоне, занявшей 5-е место. Играла на позиции защитника, провела 5 матчей, забила 1 мяч в ворота сборной Канады.
В 1996 году вошла в состав женской сборной Австралии по хоккею на траве на летних Олимпийских играх в Атланте и завоевала золотую медаль. Играла на позиции защитника, провела 8 матчей, мячей не забивала.
Была первой хоккеисткой, выступившей на четырёх летних Олимпийских играх.
Трижды выигрывала медали Трофея чемпионов: серебряную в 1987 году в Амстелвене, золотые в 1991 году в Берлине и в 1993 году в Амстелвене.
В 1984—1996 годах провела за женскую сборную Австралии 152 матча, забила 21 мяч.
В августе 1997 года была избрана в Комиссию спортсменов Австралийского олимпийского комитета, в 1997—2000 годах была заместителем председателя. Лиана работала в Женском спортивном фонде Западной Австралии, цель которого — расширение участия и повышение авторитета девочек и женщин в спорте, продвижение достижений женщин в спорте, а также выявление и продвижение положительных образцов для подражания в спорте.
В 2000 году была одной из восьми несших олимпийский флаг на церемонии открытия летних Олимпийских игр в Сиднее.

## Увековечение
В 1994 году стала пожизненным членом женской хоккейной ассоциации Нового Южного Уэльса.
5 декабря 1996 года была введена в Зал спортивной славы Австралии.

## Семья
Отец — Ричард Маррей (Дик) Тут (1929—2020), австралийский регбист, капитан сборной Австралии.
Мать — Марианна Тут (до замужества — Стенстрём), старшая дочь генерального консула Швеции.
Братья Робин и Крис, сестра Кейт.